# Lista de municípios de Santa Cruz de Tenerife
Esta é uma lista de municípios da província espanhola de Santa Cruz de Tenerife na comunidade autónoma das Canárias.
| Nome                       | Pop. (2002) | Ilha      |
| -------------------------- | ----------- | --------- |
| Adeje                      | 25,341      | Tenerife  |
| Agulo                      | 1,136       | La Gomera |
| Alajeró                    | 1,533       | La Gomera |
| Arafo                      | 5,156       | Tenerife  |
| Arico                      | 6,653       | Tenerife  |
| Arona                      | 52,572      | Tenerife  |
| Barlovento                 | 2,378       | La Palma  |
| Breña Alta                 | 6,396       | La Palma  |
| Breña Baja                 | 4,113       | La Palma  |
| Buenavista del Norte       | 5,413       | Tenerife  |
| Candelaria                 | 15,980      | Tenerife  |
| Fasnia                     | 2,590       | Tenerife  |
| La Frontera                | 5,359       | El Hierro |
| Fuencaliente de la Palma   | 1,801       | La Palma  |
| Garachico                  | 5,742       | Tenerife  |
| Garafía                    | 2,002       | La Palma  |
| Granadilla de Abona        | 27,244      | Tenerife  |
| La Guancha                 | 5,294       | Tenerife  |
| Guía de Isora              | 16,320      | Tenerife  |
| Güímar                     | 15,920      | Tenerife  |
| Hermigua                   | 2,151       | La Gomera |
| Icod de los Vinos          | 21,803      | Tenerife  |
| Los Llanos de Aridane      | 20,238      | La Palma  |
| La Matanza de Acentejo     | 7,378       | Tenerife  |
| La Orotava                 | 39,095      | Tenerife  |
| El Paso                    | 7,438       | La Palma  |
| Puerto de la Cruz          | 30,466      | Tenerife  |
| Puntagorda                 | 1,823       | La Palma  |
| Puntallana                 | 2,308       | La Palma  |
| Los Realejos               | 35,299      | Tenerife  |
| El Rosario                 | 13,718      | Tenerife  |
| San Andrés y Sauces        | 5,226       | La Palma  |
| San Cristóbal de La Laguna | 135,004     | Tenerife  |
| San Juan de la Rambla      | 4,938       | Tenerife  |
| San Miguel de Abona        | 9,174       | Tenerife  |
| San Sebastián de la Gomera | 7,138       | La Gomera |
| Santa Cruz de la Palma     | 18,228      | La Palma  |
| Santa Cruz de Tenerife     | 217,415     | Tenerife  |
| Santa Úrsula               | 11,571      | Tenerife  |
| Santiago del Teide         | 10,113      | Tenerife  |
| El Sauzal                  | 8,006       | Tenerife  |
| Los Silos                  | 5,426       | Tenerife  |
| Tacoronte                  | 21,442      | Tenerife  |
| El Tanque                  | 3,254       | Tenerife  |
| Tazacorte                  | 6,108       | La Palma  |
| Tegueste                   | 9,816       | Tenerife  |
| Tijarafe                   | 2,765       | La Palma  |
| Valverde                   | 4,643       | El Hierro |
| Valle Gran Rey             | 4,228       | La Gomera |
| Vallehermoso               | 2,912       | La Gomera |
| La Victoria de Acentejo    | 8,152       | Tenerife  |
| Vilaflor                   | 1,776       | Tenerife  |
| Villa de Mazo              | 4,723       | La Palma  |